# Ken Lo
Ken Lo est un acteur chinois né le 17 mars 1959 au Laos.

## Filmographie

### Cinéma
- 1985 : Da gung wong dai : le kickboxeur
- 1986 : Nui ji za pai jun : le voyou
- 1986 : Légitime Vengeance : le voyou de Michael
- 1987 : Road Warriors : Inspecteur Rocky Lo
- 1987 : Le Marin des mers de Chine 2
- 1988 : Chi dan qing : l'officier de police
- 1988 : Hua xin ye mei gui
- 1988 : The Inspector Wears Skirts : un membre de l’équipe du tigre
- 1988 : Final Justice : Kong
- 1988 : Police Story 2 : un pompier
- 1988 : Sha chu Xiang Gang : Tang Sai-kit
- 1989 : Bloody Brotherhood : Wu Chi-ko
- 1989 : The Inspector Wears Skirts 2 : un membre de l’équipe du tigre
- 1989 : Shuo huang de nu ren : un homme à table
- 1989 : Huo wu li ren
- 1989 : Big Brother : un des hommes de Lo Tiger
- 1989 : Raid pour l'honneur : un voyou
- 1989 : Devil Hunters : Condon
- 1989 : Hu dan nu er hong : Yong
- 1990 : Island of Fire : un garde du corps
- 1990 : The Fortune Code : un soldat japonais
- 1990 : Wu tai jie mei
- 1990 : Chuan Dao Fang Zi : l'assistant de Tanaka
- 1990 : Point of No Return : Puma
- 1990 : Jing tian long hu bao : Kent
- 1991 : No foh wai lung : Feng Li
- 1991 : Opération Condor : un des gardes d'Adolf
- 1991 : Bao feng shao nian
- 1991 : Tu ying dang an : Panthère
- 1991 : The Holy Virgin vs. the Evil Dead : le monstre de la Lune
- 1991 : Mi zong wei long : le garçon contre-nature
- 1991 : Lit foh ching sau
- 1992 : Si hai you xia
- 1992 : Lip pau hang tung : un membre du gang
- 1992 : Xing long zhong hu dou
- 1992 : Police Story 3: Supercop : un homme de Chaibat
- 1992 : Nu hei xia Huang Ying : Jaguar Li
- 1992 : Naked Killer : Bee
- 1992 : La shou xiao xiong
- 1992 : Ba dao zong heng : Chi Wang-cheung
- 1993 : Shen gui qi bing : Fung
- 1993 : Niki Larson : Chen Ta-wen
- 1993 : Crime Story : Ng Kwok Yan
- 1993 : Chao ji xue xiao ba wang : le général
- 1993 : Jui nam zai : Wild Dog
- 1993 : Xing hua kai
- 1994 : Combats de maître : John
- 1994 : Zhang bao zi
- 1994 : Ji mi zhong an zhi zhi ming you huo
- 1994 : Circus Kid
- 1994 : L'Arnaqueur de Hong Kong : un homme de Hoi On
- 1995 : Xiao fei xia : Maître Tse
- 1995 : Agent spécial : un voyou
- 1995 : Jackie Chan sous pression : Kong
- 1995 : Qi du xian feng : Chang
- 1995 : Bao zha ling : Kwong
- 1996 : Dian ying gu shi : Chun
- 1996 : Contre-attaque : un policier hong-kongais
- 1996 : A Jin de gu shi : Ah Long
- 1997 : Young and Dangerous 4 : le prince
- 1997 : Ma qiao fei long : Naam Tin Lung
- 1998 : Who Am I? : Commandant Tasek
- 1998 : Portland Street Blues : le prince
- 1998 : Quan zhi da dao
- 1998 : Rush Hour : un home de Juntao
- 1999 : Jackie Chan à Hong Kong : le garde du corps de Lo
- 1999 : Gen-X Cops : Inspecteur Wing
- 1999 : A Man Called Hero : Moine Luohan
- 1999 : The Tricky Master : Lan
- 1999 : Sei yan bong ji chin lut gau sai
- 1999 : Moumantai
- 2000 : 2000 A.D. : Bobby
- 2000 : Supercop.com
- 2000 : Lau man bye biu : Disciple Lo
- 2000 : China Strike Force : Ken Low
- 2001 : Runaway : Tai
- 2001 : Rush Hour 2
- 2002 : Dead or Alive 3 : un gangster
- 2002 : Blood Heat : Lee
- 2002 : Baan sau chuk dak hin dui : un combattant
- 2003 : Star Runner : Benny Wong
- 2003 : Shanghai Kid 2
- 2004 : Le Tour du monde en quatre-vingts jours : l'imitateur français
- 2004 : New Police Story : Kwong
- 2005 : Piège au soleil levant : Chen
- 2005 : Lung gam wai yi dzi wang mo leung leung : Tiger
- 2005 : The Myth : Dragon
- 2006 : Chung gik yan je : Pun-chuck
- 2006 : L'Expert de Hong-Kong : Baldie
- 2006 : Fatal Contact : Chan Sun
- 2006 : Ma femme est un gangster 3 : Choi Kuk-chong
- 2007 : Sum seung si sing : Tudigong
- 2007 : Whispers and Moans
- 2007 : Cang Long
- 2007 : Invisible Target : Wong Kam Ming
- 2007 : The Drummer : l'homme d'affaires
- 2008 : Fatal Move : Lau Kwok Wai
- 2008 : Run Papa Run : Kong
- 2008 : Legendary Assassin : le chef des Robbers
- 2008 : Chut doi seung giu : M. ChipMunk
- 2009 : Ga yau hei si 2009 : l'entraîneur de boxe
- 2009 : Shinjuku Incident : Little Tai
- 2010 : Bad Blood : Hung
- 2010 : Little Big Soldier : Yong
- 2010 : Bruce Lee, naissance d'une légende
- 2011 : Let's Go!
- 2011 : La Vie sans principe
- 2012 : Nightfall : un prisonnier
- 2012 : Fairy Tale Killer
- 2012 : Chinese Zodiac : le chef des pirates
- 2013 : Ip Man : Le Combat final : Ngai Pa Tin
- 2013 : Special ID : Brother Bo
- 2013 : La Guerre des Cartels : Bobby
- 2013 : Chung fung jin ging : Dah Kin
- 2013 : The Four 2
- 2014 : Hei se xi ju : le gangster thaïlandais
- 2015 : From Vegas to Macau 2
- 2015 : Imprisoned: Survival Guide for Rich and Prodigal : l'officier en chef Lik
- 2015 : Who Am I? 2015
- 2015 : SPL 2 : A Time for Consequences : Wong Kwong
- 2015 : Tung baan tung hok : le père d'Alice
- 2015 : Sap yuet co ng dik yuet gwong : Fai
- 2016 : Ngok yan guk
- 2016 : Mei Gong he xing dong
- 2017 : Shock Wave : Coffee
- 2017 : Paradox : Ban
- 2017 : Always Be with You
- 2021 : Raging Fire

### Télévision
- 2004 : Dou Yu : Keng Chi-hsiung